# Antoni Procajłowicz
Antoni Stanisław Procajłowicz (ur. 10 maja 1876 w Rodatyczach, zm. 13 lipca 1949 w Krakowie) – polski malarz, ilustrator książek, twórca grafik i plakatów, tworzący w stylu secesji.

## Życiorys

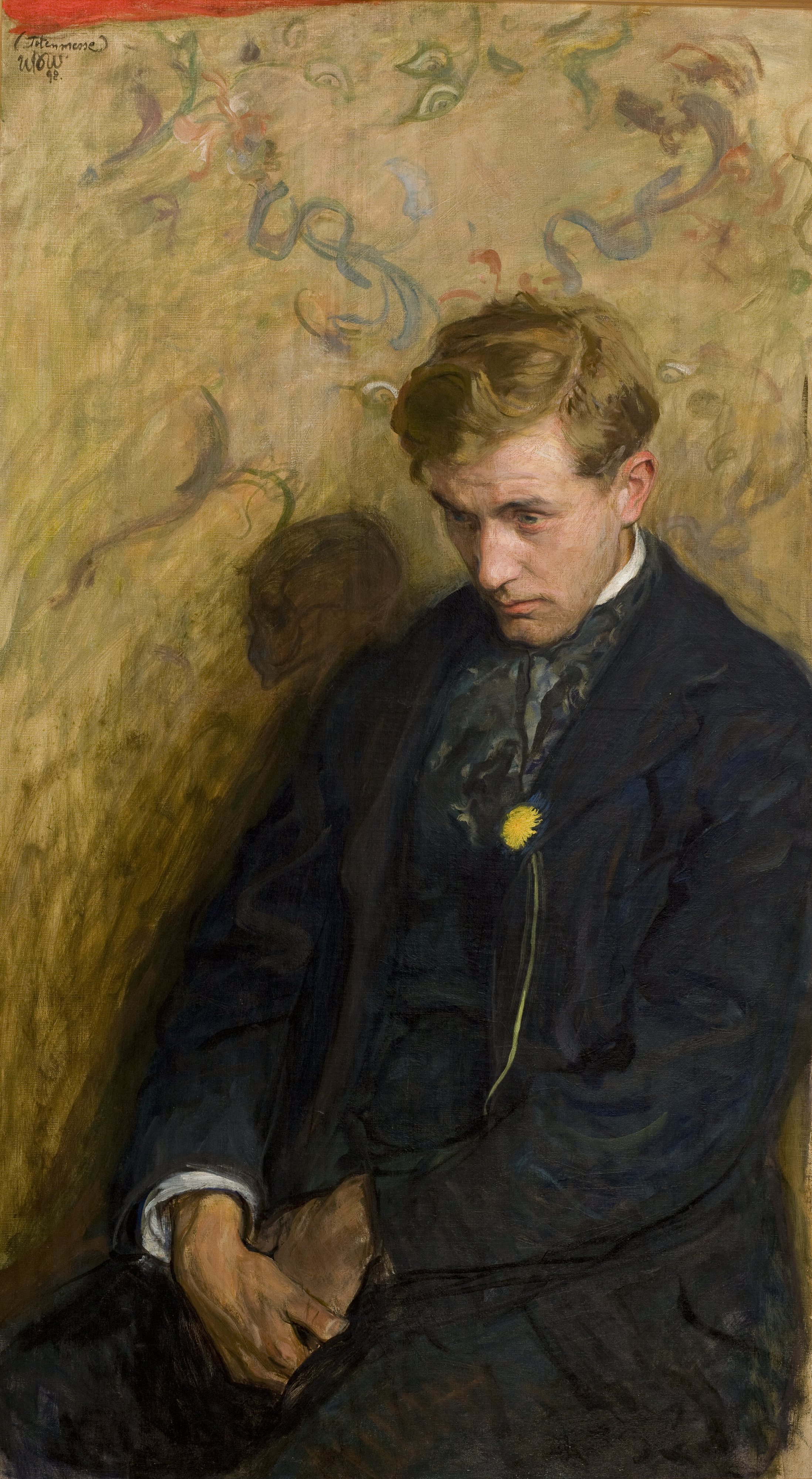
Melancholik – portret Antoniego Procajłowicza autorstwa Wojciecha Weissa z 1898 r.

Studiował w Szkole Sztuk Pięknych w Krakowie u Floriana Cynka, Leona Wyczółkowskiego, Jana Stanisławskiego i Jacka Malczewskiego. Podczas studiów zaangażował się w ilustrowanie periodyku „Młodość”, który był wydawany od końca 1898 przez ogólnoakademickie stowarzyszenie kształcącej się młodzieży postępowej „Zjednoczenie”. W 1899 przejął po Stanisławie Wyspiańskim funkcję redaktora artystycznego tygodnika „Życie”, który wychodził do 1900. Po 1903 był ilustratorem „Kalendarza Robotniczego”, uznawanego za jedyny kalendarz o wartości artystycznej. Od 1908 do wybuchu wojny był nauczycielem malarstwa dekoracyjnego na wydziale przemysłu artystycznego Państwowej Szkoły Przemysłowej w Krakowie.
We wrześniu 1914 wstąpił w szeregi Legionów Polskich, został przydzielony do Biura Techniczno-Bojowego Departamentu Wojskowego Naczelnego Komitetu Narodowego, a następnie pełnił funkcję dyrektora Centralnego Biura Wydawnictw NKN i służył w Warsztatach Legionów Polskich. Był także kierownikiem artystycznym redagowanego przez Lucjana Rydla „Tygodnika Ilustrowanego Polskiego”, który ukazywał się od 1 sierpnia 1915. Po kryzysie przysięgowym został internowany w obozie w Witkowicach, gdzie współwięźniowie wybrali go na polskiego komendanta obozu. W marcu 1918 zaprojektował odznakę dla więzionych w obozie witkowickim. Po zakończeniu wojny wyjechał do Warszawy, a potem do Bydgoszczy, gdzie był od 1922 wykładowcą w Państwowej Szkole Przemysłu Artystycznego. Wykonał obraz ołtarzowy do kaplicy Matki Boskiej w użytkowanym przez niemieckich katolików kościele św. Ignacego Loyoli w Bydgoszczy. Do Krakowa powrócił w 1924. 19 maja 1925 zmarła tam po ciężkiej chorobie jego żona Olga z Kopietzów.
Był współzałożycielem towarzystwa Polska Sztuka Stosowana oraz członkiem ugrupowania Krąg (1948-1949). Projektował ilustracje dla czasopisma Chimera.
W podkrakowskiej Rudawie posiadał murowaną willę, w której bywali m.in. Stanisław Wyspiański, Włodzimierz Tetmajer i Lucjan Rydel.

## Twórczość
Do dzieł Procajłowicza należą m.in.:
- polichromia w neoromańskim kościele pw. NMP w Kołaczkowicach z 1900[9]
- polichromia w kościele św. Elżbiety w Jutrosinie z ok. 1910[10]
- secesyjne polichromie w kościele św. Wojciecha w Poznaniu z 1912[11]
- polichromia w kościele św. Wawrzyńca w Kamieńcu z 1913[12]